# Paul Hubert Lepage
Paul Hubert Lepage, né le 4 avril 1878 à Fumay et mort le 30 juin 1964 à Paris, est un peintre français.

## Biographie
Paul Hubert Nicolas Lepage est le fils de Julien Louis Évariste Lepage, architecte, et de Marie Pauline Martin.
Élève à l'école régionale des arts industriels de Reims, auprès de Louis Coquelet-Méreau, puis à Paris de Gustave Moreau et de Fernand Cormon, il expose au Salon à partir de 1909.
En 1910, il épouse à Reims Julia Martha Herbé.
Ses toiles de Reims sous les ruines des bombardements de la Première Guerre mondiale émeuvent le public.
En 1924, il obtient une médaille d'argent accompagné du prix Marie-Bashkirtseff et en 1926, le prix de l'Yser.
Il meurt à l'âge de 86 ans à l'Hôpital Necker.